# 김본광
김본광(한국 한자: 金本光, 1988년 9월 30일 ~ )은 대한민국의 축구 선수이며 포지션은 미드필더이다. .

## 축구인 경력

### 선수 경력
탐라대학교 축구부를 거쳐 2010년 K리그 드래프트에 지원하여 제주 유나이티드의 지명을 받고 입단하였다. 하지만 주전 경쟁에 어려움을 겪다가 내셔널리그 천안시청으로 이적하였다. 천안시청에서 주전선수로 활약하던 중 2012년 후반기에 목포시청으로 이적했고 이듬해인 2013년 수원FC로 이적하여 프로 무대로 복귀하였다. 2015시즌 다시 내셔널리그의 경주 한국수력원자력 축구단으로 이적해 2016년 시즌을 마치고 군대 현역입대해 현재 시흥시민구단에서 뛰고있다. ( FC UnLimited 명예 감독)